# 市村 (広島県御調郡)
市村（いちむら）は、広島県御調郡にあった村。現在の尾道市の一部にあたる。

## 地理
- 河川：御調川、諸原川[2]

## 歴史
- 1889年（明治22年）4月1日、町村制の施行により、御調郡市村、花尻村、平村、釜窪村、貝ヶ原村、高尾村、神村が合併して村制施行し、市村が発足[1][2]。旧村名を継承した市、花尻、平、釜窪、貝ヶ原、高尾、神の7大字を編成[2]。
- 1912年（明治45年）双三貯蓄銀行市村支店開設[2]。
- 1944年（昭和19年）大阪市福島区海老江西国民学校（現大阪市立海老江西小学校）集団疎開[2]。
- 1950年（昭和25年）4月1日、御調郡木ノ庄村大字江田、国守を編入[1][2]。9大字となる[2]。
- 1955年（昭和30年）2月1日、御調郡今津野村、奥村、上川辺村、河内村、菅野村、諸田村（一部、大字大山田・下山田・千堂）と合併し、町制施行し御調町を新設して廃止された[1][2]。

## 産業
- 農業[2]

## 交通

### 鉄道
- 1926年（大正15年）尾道鉄道が開通し市駅開設[2]

## 教育
- 1922年（大正11年）郡立市村農学校開校[2]。